# Międzynarodowy Dzień Załogowych Lotów Kosmicznych
Międzynarodowy Dzień Załogowych Lotów Kosmicznych (ang. International Day of Human Space Flight) – święto obchodzone 12 kwietnia i ustanowione przez Zgromadzenie Ogólne ONZ 7 kwietnia 2011 roku (rezolucja A/RES/65/271).
Ustanowienie święta odbyło się w 50 rocznicę pierwszego lotu człowieka w kosmos na wniosek Rosji, która obchodzi Dzień Kosmonautyki od 1962.

## Historia
Pierwszym człowiekiem, który odbył lot w kosmos był radziecki kosmonauta Jurij Gagarin, który wystartował statkiem kosmicznym Wostok z kosmodromu Bajkonur na orbitę okołoziemską 12 kwietnia 1961 roku. Jego lot trwał 108 minut.
Zgromadzenie Ogólne ONZ uznało, że to historyczne wydarzenie otworzyło drogę do badania przestrzeni kosmicznej dla dobra całej ludzkości. Zgromadzenie wyraziło swoje głębokie przekonanie o wspólnym interesie ludzkości we wspieraniu i rozszerzaniu zakresu badań oraz wykorzystaniu przestrzeni kosmicznej w celach pokojowych. Międzynarodowy Dzień Załogowych Lotów Kosmicznych jest okazją do podkreślenia istotnego wkładu nauki i technologii kosmicznej w realizacje celów zrównoważonego rozwoju i wzrostu dobrobytu.
Prezydent Rosji Dmitrij Miedwiediew określił lot Gagarina jako wydarzenie rewolucyjne:

Było to wybitne osiągnięcie kosmonautyki radzieckiej. Po tym świat podzielił się na to, co było przed lotem człowieka w kosmos, i to, co stało się erą kosmiczn.

## Obchody
Z okazji 50. rocznicy pierwszego lotu Międzynarodowa Federacja Lotnicza (FAI) zorganizowała  Konkurs Młodych Artystów FAI-2011, którego temat brzmiał: "50 Lat Załogowych Lotów Kosmicznych". W Polsce koordynatorami konkursu były regionalne aerokluby.